# Великая северная дорога (Великобритания)

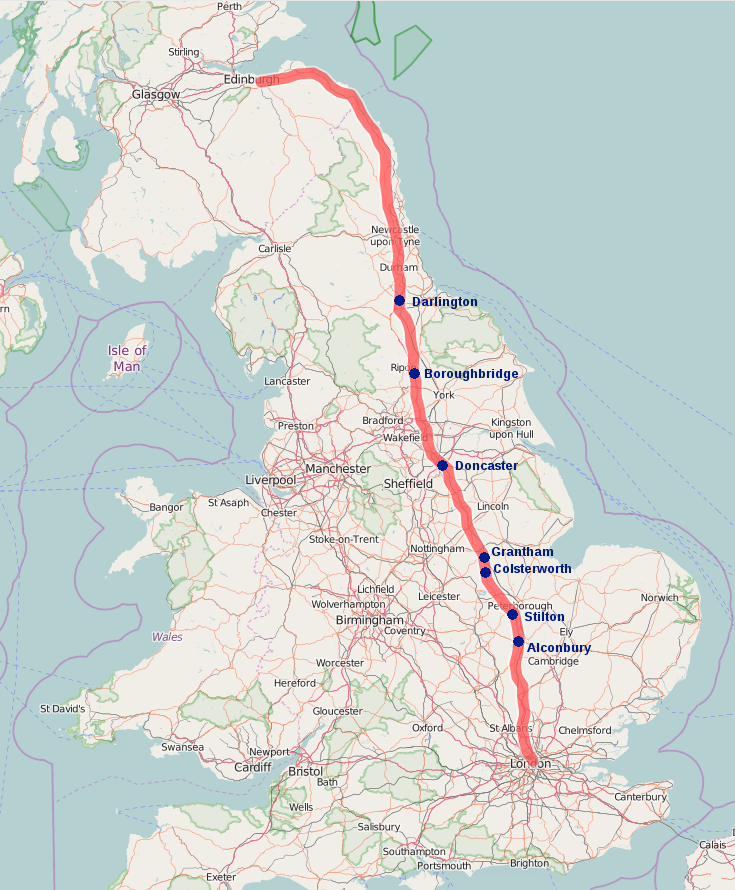
Маршрут Великой северной дороги из Лондона в Эдинбург

Великая северная дорога — главный транспортный путь, соединявший Англию с Шотландией со Средневековья до XX века. По мере развития транспорта дорога стала использоваться дилижансами, курсирующими между Лондоном, Йорком и Эдинбургом. Современная автодорога A1 в основном проходит параллельно маршруту Великой северной дороги. Постоялые дворы, многие из которых сохранились, были перевалочными пунктами, предоставлявшими жилье, конюшню для лошадей и запасных скакунов. В настоящее время увидеть уцелевшие постоялые дворы при движении по автомагистрали A1 практически невозможно, так как современный маршрут проходит в обход городов.

## Маршрут

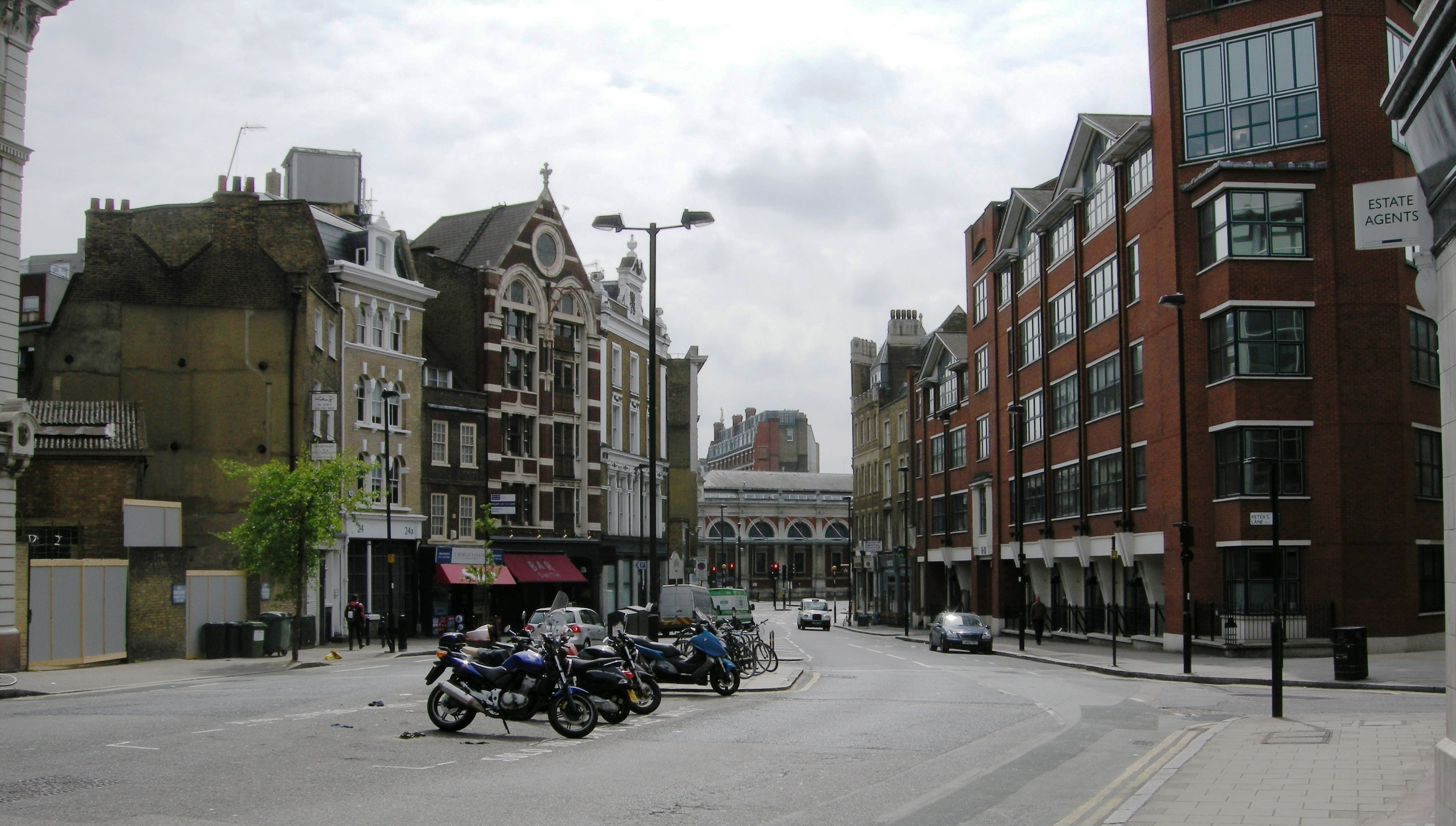
Южный конец улицы Сент-Джон в Лондоне, вдалеке виден рынок Смитфилд; островной участок посреди дороги отмечает место Хикс-Холла

Традиционной начальной точкой Великой северной дороги считается рынок Смитфилд на окраине лондонского Сити. Сент-Джонс-стрит, которая начиналась на границе Сити и проходила через север Лондона, являлась первым участком дороги. Менее чем в сотне метров вверх по Сент-Джонс-стрит, в сторону Кларкенуэлла, находился Хикс-Холл, первый специально построенный зал заседаний мировых судей Миддлсекса. Здание было построено в 1612 году на островном участке посреди Сент-Джонс-стрит в месте развилки с Сент-Джонс-лейн на запад. Здание суда использовалось в качестве исходной точки отсчета километров по Великой северной дороге. Прежнее месторасположение суда продолжали использовать с той же целю даже после того, как здание было снесено в 1782 году.
После перекрёстка у гостиницы «Ангел» название дороги меняется с Сент-Джон-стрит на Ислингтон-Хай-стрит.

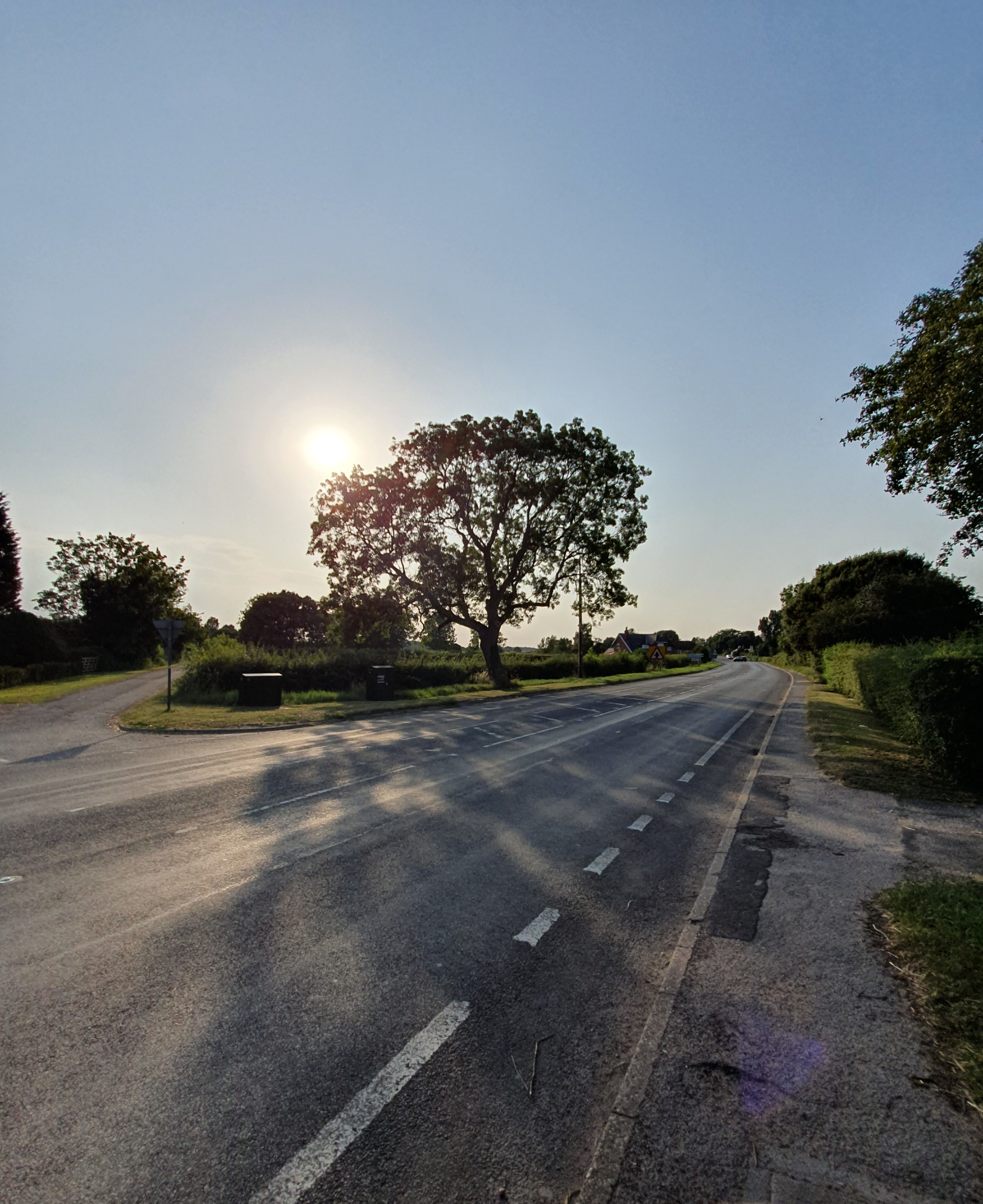
Великая северная дорога в Саттон-он-Тренте

Когда в 1829 году было построено главное почтовое отделение в Сен-Мартен-ле-Гране, дилижансы начали использовать альтернативный маршрут, в настоящее время ставший частью автодороги A1. Он проходил от почтового отделения по улицам Олдерсгейт и Госуэлл-роуд, прежде чем вернуться на старый маршрут недалеко от гостиницы «Ангел». Ангел. Сама гостиница была важным перевалочным пунктом. От Хайгейта Великая северная дорога следовал по современной дороге A1000 через Барнет в Хэтфилд. Оттуда, в основном по курсу нынешней дороги B197, — через Стивенидж в Болдок. Далее, примерно по маршруту A1, дорога проходила через Бигглсуэйд и Олконбери, снова изобилующие традиционными постоялыми дворами.

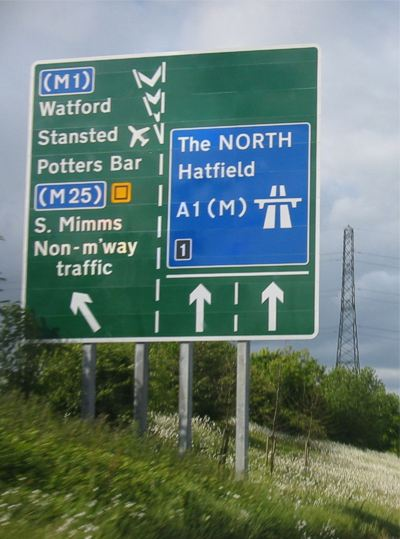
Автомагистраль A1 в Саут-Миммсе (Хартфордшир) приближается к развязке с M25.

В Олконбери Великая северная дорога присоединялась к Старой северной дороге, более раннему маршруту, который проходил по римской дороге, известной как Эрмин-стрит. Установленный сдесь верстовой столб отмечает расстояние до Лондона по обоим маршрутам: 65 миль по Старой северной дороге и 68 миль по Великой северной дороге. По линии Эрмин-стрит дорога следовала на север через Стилтон и пересекала реку Нене в Уонсфорде. Переход Эрмин-стрит через реку Велланд находился примерно в полутора километрах к западу от того места, где сейчас находится город Стамфорд. Великая северная дорога шла через центр Стэмфорда с двумя очень крутыми поворотами, а затем прямо перед Грейт-Кастертоном снова возвращалась на Эрмин-стрит и продолжалась до Колстерворта. На этом участке находились гостиницы «Джордж» в Стамфорде и «Белл-Инн» в Стилтоне.
В Колстерворте Великая северная дорога уходила западнее римской дороги и продолжается через Грантем, Ньюарк, Ретфорд и Боутри в Донкастер. К северу от Донкастера она снова возвращалась на Эрмин-стрит, следуя по Роман-Ригг (или Роман-Ридж). Далее на север Великая северная дорога пересекала возле Боробриджа римскую дорогу Дир-стрит, откуда продолжалась через Дишфорт и Топклифф в Норталлертон, а затем через Дарлингтон, Дарем и Ньюкасл в Эдинбург. У моста в Боробридже имелась развилка налево по Дир-стрит до Скотч-Корнер, откуда в Пенрит и далее в Глазго. Частью этого маршрута была первоначальная A1, с дорогой от Скотч-Корнер через Бартон до Дарлингтона обратно на Великую северную дорогу.
В первую эпоху дилижансов Йорк был конечной точкой Великой северной дороги. Pfntv участок Донкастер — Селби — Йорк был заменен на Донкастер — Феррибридж — Уэтерби — Боробридж — Норталлертон — Дарлингтон, более прямой путь до Эдинбурга, нового пункта назначения. Первый зарегистрированный дилижанс, следовавший из Лондона в Йорк, отправился в путь в 1658 году и преодолел его за 4 дня. Более быстрые дилижансы начали ходить по этому маршруту в 1786 году, что стимулировало более быстрое обслуживание пассажиров и на других маршрутах. В «золотой век дилижанса», между 1815 и 1835 годами, из Лондона в Йорк можно было добраться за 20 часов, а из Лондона в Эдинбург — за 45 с половиной часов. В середине XIX века почтовые кареты уже не могли конкурировать с новыми железными дорогами, последний дилижанс из Лондона в Ньюкасл отправился в 1842 году, а последний дилижанс из Ньюкасла в Эдинбург — в июле 1847 года.

## Культурное влияние
Самая известная легенда Великой северной дороги гласит, что разбойник Дик Турпин из добрался из Лондона в Йорк менее чем за 15 часов на кобыле Чёрная Бесс. В различных гостиницах на маршруте утверждают, что Турпин ел у них или давал отдых своей лошади. Харрисон Эйнсворт в романе Rookwood (1834) описал эту поездку. Однако историки утверждают, что Турпин никогда не путешествовал по дороге, а поездку совершил другой разбойник — Джон Невисон по прозвищу Быстрый Ник, живший во времена Карла II, за 50 лет до Турпин. Источники утверждают, что Невисон, чтобы обеспечить себе алиби, проехал от Гадс-Хилла, недалеко от Рочестера в графстве Кент, до Йорка за 15 часов, преодолев около 310 км.
Гостиница «Уинчелси Армс» на длинном прямом участке Великой северной дороги недалеко от Стреттона считалась еще одним из прибежищ Дика Турпина. Сейчас гостиница, ставшая пабом, носит название «Ram Jam Inn» в память об истории из эпохи дилижансов. Один путешественник пообещал научить хозяйку секрету розлива мягкого и горького пива из одной и той же бочки. Проделав две дырки, он заставил хозяйку затолкать (англ. to ram) в первую палец одной руки, а другую — засунуть (англ. to jam) палец другой руки, после чего шутник скрылся.

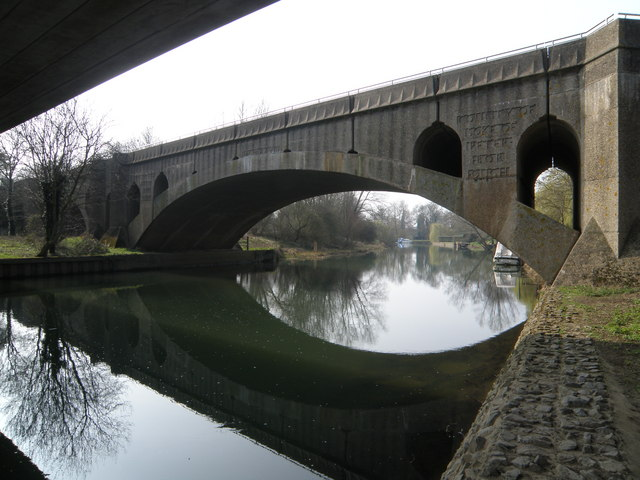
Уонсфордский мост 1920-х годов, по которому проходит Великая северная дорога через реку Нене, границу между Соук-оф-Питерборо и Хантингдонширом.

В литературе Джини Динс из романа Вальтера Скотта «Эдинбургская темница» путешествует по городам на Великой северной дороге по пути в Лондон. Дорога упоминается в «Записках Пиквикского клуба» Чарльза Диккенса. Дорога также фигурирует в «Войне миров» Герберта Уэллса: брат главных героев пытается пересечь Великую северную дорогу где-то около Барнета, преодолевая толпы беженцев из Лондона, гонимых на север приближением марсиан с юга.
В песне «Heading South on the Great North Road» с альбома Стинга 57th & 9th 2016 года Великая северная дороге служит символом успеха артистов с северо-востока Англии, перебравшихся в Лондон.